# Liolaemus telsen
Liolaemus telsen — вид ігуаноподібних ящірок родини Liolaemidae. Ендемік Аргентини.

## Поширення і екологія
Liolaemus telsen мешкають на плато Сомункура в аргентинських провінціях Чубут і Ріо-Негро. Вони живуть в піщаній місцевості, порослій чагарниками. Зустрічаються на висоті від 900 до 1425 м над рівнем моря. Відкладають яйця.